# 圣奇普里亚诺-皮琴蒂诺
圣奇普里亚诺-皮琴蒂诺（義大利語：San Cipriano Picentino），是意大利萨莱诺省的一个市镇。总面积17平方公里，人口6712人，人口密度394.8人/平方公里（2009年）。ISTAT代码为065118。